# Adil Abd al-Mahdi
Adil Abd al-Mahdi (ara. عادل عبد المهدى) (ur. 1 stycznia 1942 w Bagdadzie) – iracki polityk szyicki, wiceprezydent Iraku w latach 2005–2011, premier Iraku od 25 października 2018 do 7 maja 2020.

## Życiorys
Adil Abd al-Mahdi jest ekonomistą. Będąc skazany na karę śmierci za działalność polityczną, w 1969 roku opuścił Irak i udał się na uchodźstwo do Francji, Libanu i Iranu. Pracował dla francuskiego think tanku oraz był redaktorem francusko-arabskiego magazynu.
W latach 1982–2017 był członkiem Najwyższej Rady Islamskiej w Iraku (SCIRI). W latach 2004–2005 zajmował stanowisko ministra finansów w rządzie premiera Ijada Allawiego. 7 kwietnia 2005 objął stanowisko wiceprezydenta Iraku, które pełnił do 11 lipca 2011.
26 lutego 2007 Adil Abd al-Mahdi był celem ataku terrorystycznego.
W następstwie wyborów parlamentarnych z maja 2018 roku, 25 października 2018 al-Mahdi objął stanowisko premiera Iraku – zastąpił Hajdara al-Abadiego.
1 grudnia 2019 Rada Reprezentantów Iraku przyjęła dymisję al-Mahdiego, złożoną w wyniku dwumiesięcznych protestów, w trakcie których zginęło ponad 400 osób. Będzie dalej pełnił obowiązki premiera przez 30 dni lub do wyboru nowego premiera przez parlament.